# Общество военных людей
Общество военных людей — первая российская организация военно-научного профиля, созданная в Петербурге в 1816 году с целью изучения военной теории, военной истории, распространения среди армейского и флотского офицерского состава «истинного просвещения» и повышения их квалификации «во многих науках». Просуществовала вплоть до 1826 года, но из-за участия её членов в движении декабристов  была запрещена Николаем I.

## Исторический очерк
Инициатива в создании общества военных людей принадлежала офицерам Петербургского гарнизона, которые принимали участие в Отечественной войне 1812 года и в заграничном походе русской армии 1813—1814 годов, в частности — начальнику штаба Гвардейского корпуса генерал-майору Н. М. Сипягину. Его учреждение состоялось в 1816 году в штабе Гвардейского корпуса группой штабных офицеров, приближенных к императору Александру I.
Предполагалось, что главной задачей общества военных людей должно было стать обобщение боевого опыта Отечественной войны 1812 года и войн в Западной Европе, военно-теоретических знаний и имеющихся военно-исторических материалов.
Общество функционировало при штабной библиотеке Гвардейского корпуса, имело в своём распоряжении литографию, типографию, библиотеку из большого количества военных карт, 3,5 тысяч рукописей и 8 тысяч томов. В 1817—1819 годах оно занималось изданием «Военного журнала», редактором которого был Ф. Н. Глинка. В течение первого года своего существования общество выпустило девять номеров «Военного журнала» и целый ряд книг сыграв важную роль в оживлении исследований исторической и военно-теоретической направленности в Российской Империи. Придерживаясь прогрессивных взглядов в 1819 году оно оказывало содействие изданию в Санкт-Петербурге «Русского военного словаря» генерал-майора С. А. Тучкова.
В 1826 году император Николай I своим приказом прекратил работу общества по причине того, что многие его активные члены разделяли взгляды декабристов или даже принимали участие в их движении; причём некоторые из них были арестованы и сосланы.